# Eva Repková

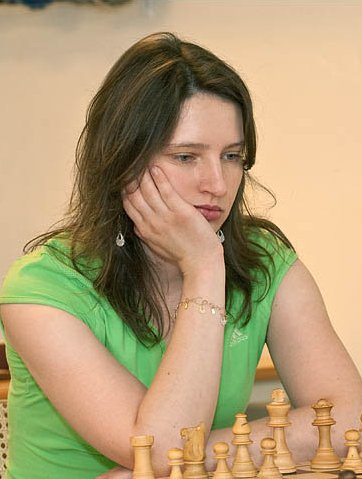
Eva Repková in 2009, in Aarhus

Eva Repková (Stará Ľubovňa, 16 januari 1975) is een Slowaakse schaakster. Ze heeft de schaaktitels Internationaal Meester (IM) sinds 2007 en grootmeester bij de vrouwen (WGM) sinds 1995. In 1991 was ze vrouwenkampioen van Tsjechoslowakije en in 2003, 2010 en 2013 was ze  vrouwenkampioen van Slowakije. 

## Schaakcarrière
Repková leerde op vijfjarige leeftijd van haar ouders schaken. In 1987 werd ze op twaalfjarige leeftijd vrouwenkampioen van Slowakije, en in 1991 won ze het vrouwenkampioenschap van Tsjechoslowakije in Pardubice.
Repková won zilveren medailles op het Wereldkampioenschap schaken voor jeugd in de categorie meisjes tot 14 jaar, in Timișoara (1988), en op het WK jeugd in de categorie meisjes tot 18 jaar in Guarapuava (1991) en in Bratislava (1993). In 1995 werd ze in Halle via tiebreak tweede, achter Nino Khurtsidze, op het Wereldkampioenschap schaken voor junioren in de categorie meisjes tot 20 jaar.  
Repková vertegenwoordigde Tsjechoslowakije op de 30e Schaakolympiade in 1992, en van 1994 tot 2016 speelde aan het eerste bord van het Slowaakse vrouwenteam in acht Schaakolympiades. Haar beste resultaat was bij haar debuut op de Schaakolympiade in Manilla in 1992, waar ze aan het derde bord 9½ pt. uit 13 behaalde, dit was de 4e individuele score aan het derde bord.
Ze vertegenwoordigde Tsjechoslowakije in 1992 en Slowakije in 2001 in het vrouwentoernooi van het Europees schaakkampioenschap voor landenteams, en won de individuele zilveren medaille in León 2001.
Na haar eerste huwelijk met de Libanese Internationaal Meester Fadi Eid, won Repková het Arabische schaakkampioenschap voor vrouwen in Agadir in 1998 en in Beiroet in 2000. Twee keer werd ze tweede op het Aziatisch schaakkampioenschap voor vrouwen, in 1997 in Teheran achter Subbaraman Vijayalakshmi, en in 1998 in de Genting Highlands achter Xu Yuhua.
Ze won het vrouwenkampioenschap van Slowakije in Tatranské Zruby in 2003, in Banská Štiavnica in 2010, en in Banská Štiavnica in 2013.
Ze won diverse internationale toernooien, waaronder het "Mediterranean Flower" toernooi in Rijeka in 2003 en in 2013, het vrouwentoernooi "Mediterranean Golden Island" in Punat in 2003 en in Malinska in 2005, en het Summer-A IM in Aarhus in 2009.
Repková vertegenwoordigde Slovakia op het open toernooi van de Mitropa Cup in 2005 and 2006, waarbij haar team in 2005 in Steinbrunn derde werd. In 2013 speelde ze met het Slowaakse vrouwenteam op het vrouwentoernooi van de Mitropa Cup in Meissen, waarbij ze met het team het toernooi won en ook individueel een gouden medaille won.
Repková werd grootmeester bij de vrouwen (WGM) in 1995, en Internationaal Meester (IM) in 2007. 
In september 2010 was haar Elo-rating 2447. 

## Persoonlijk leven
Repková trouwde met de Libanese IM Fadi Eid, en vertegenwoordigde Libanon van 1997 tot 2001. In oktober 1998 werd hun zoon Christopher Repka geboren; hij won diverse keren in zijn leeftijdscategorie het Slowaakse kampioenschap voor junioren, en werd in 2018 een GM. In 2002 trouwde Repková met FIDE Meester Eric Peterson, een mede-oprichter van de Internet Chess Club. Samen met Eric Peterson en haar broer, staat Repková aan de leiding van het internationaal opererende computerbedrijf Ferimex IT. 
Repková spreekt Slowaaks, Engels, Russisch en Duits. 

## Externe koppelingen
- (en)   Informatie over schaakpartijen van Eva Repková op ChessGames.com
- (en)   Informatie over schaakpartijen van Eva Repková op 365chess.com
- (en)  FIDE-ratinggegevens voor Eva Repková